# Tocancipá
Tocancipá là một khu tự quản thuộc tỉnh Cundinamarca, Colombia. Thủ phủ của khu tự quản Tocancipá đóng tại Tocancipá Khu tự quản Tocancipá có diện tích ki lô mét vuông. Đến thời điểm ngày 28 tháng 5 năm 2005, khu tự quản Tocancipá có dân số 11155 người.